# Rénier de Marac
Rénier de Marac († 1167) était seigneur de Marac, de Chaumont et Montsaon en partie, puis de Bay-sur-Aube. Il était le fils d'Étienne de Marac, premier seigneur connu de Marac, et de Y. de Châtillon. 

## Biographie
Hubert Flammarion, dans sa thèse, le rapproche avec Étienne, qui fut abbé de Molesmes par deux fois, et deux fois déposé. Ce personnage fini prieur de Faverolles en 1210.
Vers 1136, il épouse Clémence, fille de Renier de Chaumont, seigneur de Chaumont. Cette union lui apporte en dot une partie de la seigneurie, mais elle meurt une dizaine d'années après.
Rénier fut sénéchal de l'évêque de Langres à titre héréditaire. Peu avant 1162, l'évêque, qui était alors Geoffroy de La Roche-Vanneau, lui demanda en tant que sénéchal, de participer à l'acte d'affranchissement de la bourgeoisie Langroise.

## Alliances et descendance
Rénier de Marac épouse en premières noces Clémence de Chaumont vers 1136, mais elle décède quelques années après, vers 1145/1150. Ils ont :
- Jobert.

Puis peu après la mort de Clémence, il épouse en secondes noces Marie de Bay, vers 1150, et qui lui apporte la seigneurie de Bay-sur-Aube. Elle lui donna :
- Milon, seigneur de Chaumont ;
- Étienne, sénéchal de L'évêque après son père ;
- Hugues, chanoine de Langres, puis archidiacre du Barrois ;
- Mahau ;
- Gertrude ;
- Alix ;
- Rosceline.

## Sources
- Les Cahiers Haut-Marnais no 205/206 - 1996